# Пут у средиште Земље
Пут у средиште Земље (фр. Voyage au centre de la Terre) је роман научне фантастике који је 1864. године објавио француски писац Жил Верн и припада серијалу Необична путовања (Voyages extraordinaires).
Професор Ото Лиденброк је ексцентрични немачки научник који се бавио минералогијом и геологијом, а бавио се и проучавањем старих књига. Професор је на универзитету у Хамбургу, а живи са својим нећаком, дечаком Акселом.
Једног дана кући доноси стару књигу у којој налазе комад пергамента са тајанственим знаковима. Дешифрована порука са пергамента их води у несвакидашњу авантуру, право у средиште земље.

## Радња
Професор Ото је и раније скупљао и читао старе књиге. Тог дана је дошао раније кући са новом књигом коју је купио и позвао свог нећака да му се придружи у радној соби.
Радило се о књизи исландског писца старој 700 година која је писана рунским рукописом и говорила је о животу норвешких принчева у 12. веку. Док су листали књигу из ње је испао комад папира са рунама на њему. Када су га дешифровали прочитали су да је ту детаљно описан пут у средиште земље преко неактивног вулкана Снајфелсјекидла. Писало је да је најбоље време за путовање крајем јуна месец, а пошто је већ био крај маја одлучили су одмах да крену. 
Преко Алтоне, Корсора и Копенхагена стижу до Рејкјавика одакле креће пустоловина. Тамо сазнају да је аутор књиге био јеретик и да су све његове књиге спаљене. Тамо су у једном селу унајмили водича Ханса који је кренуо са њима.
На улазу у кратер Ото налази рунски натпис са именом аутора књиге што му додатно потврђује истинитост дешифрованог пергамента. Након тога се привезани конопцима спуштају у кратер вулкана. Након доста потешкоћа долазе до ивице огромне водене масе која изгледа као море. Обала која се налази у шуми гигантских гљива је покривена фосилним остацима. Ту Ханс гради импровизовани сплав од фосилизоваог дрвета и крећу преко мора. Током десетодневног путовања преко мора у води су видели разне изумрле врсте риба, а успели су и да се одбране од ихтиосауруса који их је напао.
На обали налазе фосиле животиња, али и зарђали бодеж из 16. века са иницијалима Арне Сакнусема, аутора књиге што означава да су и даље на правом путу. Даљи пут настављају минирањем стене која је представљала препреку након чега их вода повлачи у нову галерију где их врела вода убрзо преко вулканског димњака избацује на површину. 
Након изласка нису имали представу где се налазер док нису убрзо срели једног дечака који им је рекао да су у јужној Италији, на вулканском острву Стромболи.
Након тога се експедиција се враћа у Хамбург где их дочекују са радошћу и прослављају њихов повратак.

## Екранизација
1967. године амерички ABC избацује анимирану серију базирану на истоименој књизи, а 2008. године се појављује и истоимени филм у продукцији Варнер броса.